# Навчально-науковий інститут «Українська інженерно-педагогічна академія» Харківського національного університету ім. В.Н. Каразіна
Навчально-науковий інститут «Українська інженерно-педагогічна академія» Харківського національного університету ім. В. Н. Каразіна — структурний підрозділ ХНУ ім. Каразіна з інженерно-педагогічної освіти, що розташований у Харкові. У 1958-1990 р. — Український заочний політехнічний інститут, з 1990 по 1994 — Харківський інженерно-педагогічний інститут.
З лютого 2024 року є частиною ХНУ ім. Каразіна.
В УІПА зосереджена найбільша в Україні кількість спеціалізацій та освітніх програм спеціальності «Професійна освіта» на всіх 4 рівнях вищої освіти,  включаючи PhD: 37 освітніх програм за 13 спеціалізаціями, в тому числі за всіма 9 спеціалізаціями, встановленими МОНУ для отримання державного замовлення. УІПА має найбільший в Україні контингент здобувачів вищої освіти за спеціальністю «Професійна освіта». В 2023/24 н.р. цей контингент складав понад 1400 осіб. А станом на 1 липня 2023 р. контингент здобувачів УІПА становив майже третину всього контингенту здобувачів спеціальності «Професійна освіта» в Україні.

## Історія
УІПА розміщено у будівлі, спорудженій 1766—1777 як палац генерал-губернатора (пам'ятка архітектури 18 ст.) за проєктом архітектора Франческо Бартоломео Растреллі. У 1805—1958 тут був один із перших університетів країни — Харківський державний університет (нині Харківський національний університет імені В. Н. Каразіна).
Рішення Ради Міністрів УРСР від 24 січня 1958 р. № 62 про створення в Харкові Українського заочного політехнічного інституту (УЗПІ) було реалізовано наказом Міністерства вищої та середньої освіти УРСР від 21 лютого 1958 р. № 78. Перед новоствореним вишем країни стояло завдання підготовки інженерних кадрів для відбудованої після Німецько-радянської війни промисловості, а також покращення заочної та вечірньої форми навчання для забезпечення господарства висококваліфікованими фахівцями та раціонального використання трудових ресурсів.
На час заснування інститут мав вісім факультетів: енергетичний, електрофізичний, будівельний, інженерно-економічний, гірничий, металургійний, машинобудівний, хіміко-технологічний, на яких проводилося навчання за 52 спеціальностями, у грудні 1958 року було відкрито ще три спеціальності.
Наказом Міністерства вищої та середньої освіти СРСР від 11 лютого 1958 р. № 34-к директором інституту був призначений к.т. н. доц. Воробйов Сергій Олександрович, що займався організацією навчального процесу та розбудовою інституту. На час заснування інститут був розташований в одному приміщенні площею 180 м 2.
У 1961 році було проведено перший набір в аспірантуру (15 аспірантів з відривом та без відриву від виробництва).
З січня 1964 р. по 1978 рік ректором УЗПІ був Андреєв Георгій Якович, який зробив великий внесок у розбудову інституту. Значну увагу він приділяв зміцненню матеріально-технічної бази інституту та підвищенню наукового рівня його кадрового складу. В 1964 році за рахунок реконструкції старих корпусів та будівництва нових робочі площі інституту було збільшено до 5403 м². У ці роки до інституту було запрошено ряд провідних спеціалістів-науковців із Харківських ВНЗ та провідних спеціалістів-практиків із найбільших підприємств: професори Іванов В. В., Нестеров П. П., Федорова З. М., Давидов С. Г., Ковальський Б. С., Коган Б. І., Левін Я. А., Токар І. Я., Колобков Д. О., Осмоловський П. Ф., Чеботарьов М. А., Засорін А. І., Безуглий В. Д. та інші.
Якщо у 1959 році штат викладачів становив 101 особу, з них 1 професор, 37 доценти та кандидати наук (навчалося 7637 студентів), то в 1969 році кількість викладачів нараховувала 371 особу, в тому числі 11 професорів та докторів наук, 183 доцентів та кандидатів наук (навчалося 16087 студентів).
У 1966 році в інституті розпочався перший набір студентів на денне навчання.
У 1976 році була створена спеціалізована Вчена рада із захисту кандидатських, а у 1977—1993 рр. — із захисту докторських дисертацій.
Наказом Міністерства вищої освіти УРСР від 25 серпня 1978 року ректором інституту було призначено Станіслава Федоровича Артюха. Він народився 23.07.1936 року в Червоноармійському районі Запорізької області в родині шкільних педагогів. У 1958 році відмінно закінчив Харківський політехнічний інститут. З 1958 по 1970 роки працював у спеціалізованому конструкторському бюро гідротурбін Харківського турбінного заводу: брав безпосередню участь у проєктуванні систем автоматики та їх регулюванню для ряду ГЕС України та за кордоном (Норвегії, Польщі, Болгарії). У 1967 році захистив кандидатську дисертацію, у 1970 році Станіслав Федорович перейшов на роботу до Українського заочного політехнічного інституту, де пройшов шлях від старшого викладача до ректора УІПА. За час його керівництва значно збільшилася матеріально-методична база академії, поширилися міжнародні зв'язки.
Професор, д.т. н. С. Ф. Артюх створив наукову школу в галузі автоматичного регулювання гідроагрегатів, видав понад 200 наукових праць, 20 з яких друкувалися у закордонних виданнях, він автор 10 винаходів і має 2 патенти. С. Ф. Артюхом написано 2 монографії, 2 підручника та 10 навчальних посібників.
З 1982 року припинено прийом студентів на вечірню форму навчання, а у 1986 відбувся останній їх випуск.
У середині 80-х років інститут став провідним науковим закладом України з інженерно-педагогічної освіти, значно збільшився денний навчальний контингент студентів. У зв'язку з цим у 1990 році УЗПІ був перейменований у Харківський інженерно-педагогічний інститут.
У 1994 році виш пройшов акредитацію, отримав IV рівень і статус Української інженерно-педагогічної академії (далі — УІПА), покликаної вирішувати завдання реформування вітчизняної професійної освіти.
У 1999 році Україна була прийнята до Міжнародного товариства інженерної педагогіки (IGIP). У жовтні цього ж року на міжнародному симпозіумі IGIP було прийнято рішення про створення національної секції IGIP при УІПА.
У 2000 році в УІПА було створено Центр інженерної педагогіки для підвищення кваліфікації викладачів технічних ВНЗ за системою Міжнародного товариства інженерної педагогіки (IGIP).
У 2002 році ректором академії було призначено Олену Едуардівну Коваленко.
Внаслідок окупації російською федерацією частини України 2014 року, було втрачено навчальні потужності відокремленого структурного підрозділу «Стаханівський навчально-науковий інститут гірничих та освітніх технологій» (Стаханів Луганської обл.), здобувачі та працівники інституту були переведені до базового закладу до Харкова (наказ МОНУ від 10.12.2014 року № 1456 «Про організацію освітнього процесу відокремленому структурному підрозділі „Стаханівський навчально-науковий інститут гірничих та освітніх технологій“ Української інженерно-педагогічної академії»).
У 2021 році було проведено реорганізацію Харківського торговельно-економічного інституту Київського національного торговельно-економічного університету шляхом приєднання до УІПА як структурного підрозділу (наказ МОНУ від 18.06.2021 року № 688 «Про деякі питання діяльності закладу вищої освіти»). Це дало можливість підсилити спеціальності економічного, торговельного та підприємницького профілю.
У 2022 році внаслідок широкомасштабної агресії російської федерації до Харкова було тимчасово (до завершення дії воєнного стану) переміщено із міст Бахмут і Слов'янськ  Донецької області територіально відокремлений структурний підрозділ Навчально-науковий професійно-педагогічний інститут, який зараз якісно здійснює освітній процес, використовуючи навчально-матеріальну базу як евакуйовану, так і  базову в м. Харків (наказ МОНУ від 20.04.2022 року № 355 «Про тимчасове переміщення Навчально-наукового професійно-педагогічного інституту Української інженерно-педагогічної академії»).
У 2023 році ректором академії було обрано Дениса Володимировича Коваленко.
13 лютого 2024 р. Кабінет Міністрів України ухвалив розпорядження «Про реорганізацію Української інженерно-педагогічної академії» (УІПА), яке передбачає приєднання академії до Харківського національного університету ім. Каразіна.

## Членство в міжнародних організаціях
- Член Міжнародного товариства з інженерної педагогіки (англ. Die Internationale Gesselschaft fur Ingenieur Padagogik — IGIP) з 1999. На базі УІПА працює національна секція цього товариства та єдиний в Україні акредитований IGIP Центр інженерної педагогіки.
- З 2017 академія є підписантом Великої хартії університетів (англ. Magna Charta Universitatum).
- З 2023 — єдина з українських організацій та університетів — прийнята в члени Міжнародної федерації товариств інженерної освіти (IFEES).

## Корпуси та кампуси
Університетський кампус:
- головний корпус — розміщений ректорат академії та адміністрація;
- 1 корпус — розміщена кафедра інформаційних комп'ютерних технологій і математики;
- 2 корпус — розміщені кафедра інноваційних технологій; наукова бібліотека та читальна зала;
- 3 корпус — розміщені спортивна та тренажерна зали;
- стадіон;
- 3 гуртожитки.

## Структура, спеціальності
В академії навчається близько 4600 студентів; до її складу входять 13 кафедр. В академії функціонують Центр педагогічної та управлінської досконалості для професійної (професійно-технічної) освіти в Україні; Навчально-науковий центр інноваційних освітніх технологій та академічної мобільності; Центр удосконалення підготовки іноземних громадян; Центр розвитку кар'єри, креативності та підприємництва.
Загальна кількість науково-педагогічних працівників у академії в Харкові складає 209 осіб, з яких 176 осіб працюють за основним місцем роботи, з яких 135 осіб мають науковий ступінь та/або вчене звання. Частка науково-педагогічних працівників, які мають науковий ступінь та/або вчене звання та працюють в УІПА за основним місцем роботи, становить 78 %. Сертифікат з іноземної мови на рівні B2 або вище мають 30 % викладачів.

## Кафедри
- Кафедра автоматизації, метрології та енергоефективних технологій
- Кафедра електротехніки та електроенергетики
- Кафедра іншомовної підготовки, європейської інтеграції та міжнародного співробітництва
- Кафедра машинобудування, транспорту і зварювання
- Кафедра інформаційних комп'ютерних технологій і математики
- Кафедра харчових технологій, легкої промисловості і дизайну
- Кафедра ресторанного, готельного та туристичного бізнесу
- Кафедра педагогіки, методики та менеджменту освіти
- Кафедра практичної психології
- Кафедра економіки та менеджменту
- Кафедра сучасних оздоровчих технологій
- Кафедра краєзнавчо-туристичної роботи, соціальних і гуманітарних наук
- Кафедра маркетингу та торговельного підприємництва

## Спеціалізовані Вчені ради для захисту дисертацій
- Спеціалізована вчена рада Д.64.108.01 за спеціальностями 13.00.02 — теорія та методика навчання (технічні дисципліни), 13.00.04 — теорія і методика професійної освіти. Голова ради — доктор педагогічних наук, професор Коваленко О. Е.
- Спеціалізована вчена рада Д 64.108.05 за спеціальностями 08.00.04 «Економіка та управління підприємствами (за видами економічної діяльності)». Голова ради — доктор економічних наук, професор Прохорова В. В.

## Збірники наукових праць
- Проблеми інженерно-педагогічної освіти.
- Машинобудування.
- Адаптивне управління: теорія і практика (Серія «Економіка» та Серія «Педагогіка»).

## Міжнародна співпраця
Академія підтримує міжнародні зв'язки з 51 партнером, які представляють 25 країн світу. Особливо плідно розвивається співпраця з партнерами з Німеччини, Польщі, Великої Британії, Австрії, Китаю, Чехії, Італії, Словаччини, Литви, Сербії, Болгарії, Румунії, Туреччини, Грузії тощо. Найбільш динамічно і продуктивно розвиваються зв'язки з Університетом Констанцу (Німеччина), Університетом Бедфордширу (Велика Британія), Віденським університетом економіки та бізнесу (Австрія), Технічним університетом Габрово (Болгарія), Римським університетом Тре (Італія). Викладачі та співробітники академії виїжджають до країн-партнерів для участі в міжнародних конференціях, семінарах. Студенти та аспіранти УІПА проходять стажування в закордонних ЗВО.
Успішною є діяльність академії з отримання фінансування міжнародної мобільності з фондів програми Європейського союзу ERASMUS+ ICM. Академія має 9 міжінституційних угод ERASMUS+ KA107 та 6 чинних проєктів із ЗВО Польщі, Болгарії, Словаччини та Румунії.
Академія нарощує освітній, науковий та організаційний потенціал у межах реалізації багатьох міжнародних проєктів, серед яких особливо виділяються проєкт Create Creative Entrepreneurs програми Creative Spark Higher Education Enterprise Programme від British Council та структурний проєкт ERASMUS+ CBHE «Нові механізми управління на основі партнерства та стандартизації підготовки викладачів професійної освіти в Україні (PAGOSTE)».
Викладачі академії публікують статті в зарубіжних наукових виданнях Угорщини, Норвегії, Китаю, Японії, Болгарії. У збірнику наукових праць УІПА «Проблеми інженерно-педагогічної освіти» опубліковано роботи фахівців із Китаю, Литви, Болгарії, Словаччини, Казахстану, Австрії, Сербії. Міжнародні зв'язки УІПА поглиблюються та розширюються за напрямами співробітництва із закордонними партнерами. Академія використовує всі можливості міжнародного співробітництва для розвитку наукових досліджень, широкого впровадження наукових розробок і проєктів, зміцнення навчально-методичної бази.

## Відомі вчені академії
- Нестеров А. П. — член-кореспондент АН СРСР.
- Давидов Б. Л. — лауреат Державної премії СРСР.
- Литвин О. М. — лауреат Державної премії України в галузі науки і техники.
- Арпентьєв Б. М.[ru] — вчений у галузі складання і якості в машинобудуванні.
- Малицький І. Ф. — вчений у галузі теплового складання в машинобудуванні, антифашистський діяч. Почесний громадянин міста Харкова 2017[2].

## Почесні доктори
- Мостовий П. І. — міністр, Голова Держкомітету матеріальних ресурсів УРСР;
- Єфремов В. П. — міністр зв'язку УРСР;
- Тополов В. С. — міністр вугільної промисловості УРСР;
- Потапов В. І. — депутат Верховної Ради України;
- Рева Д. О. — народний депутат України.

## Відомі випускники
- Дерментлі Федір Семенович (1937—2013) — український промисловець, економіст, генеральний директор ВАТ «Харцизький трубний завод» з 1986 по 2013 рік, кандидат економічних наук, повний кавалер ордена «За заслуги», кавалер ордена князя Ярослава Мудрого 5-го ступеня, почесний громадянин міста Харцизька.
- Громович Юрій Володимирович (1983—2019) — солдат ЗСУ, учасник російсько-української війни.
- Курашик Віталій Володимирович — Народний депутат України 1 скликання, Голова Ради Міністрів АР Крим, Надзвичайний і Повноважний Посол Республіки Білорусь в Україні.

## Нагороди та репутація
- Рейтинг університетів України «Топ-200 Україна» — 117 місце (2023);
- Рейтинг університетів України за наукометричною базою Scopus — 141 місце (2023);
- за кількістю отриманих патентів серед ЗВО України — 37 місце (2018);
- за підсумками Всеукраїнського конкурсу студентських наукових робіт — 42 місце (2021).
- Рейтинг офіційного видання МОНМС «Освіта України» 2012 р. — глобальний критерій рейтингу (IPI) у групі педагогічних, гуманітарних, фізичного виховання та спорту ВНЗ — 0,895;
- Рейтинг газети «Сегодня» 2012 р. — 10 місце серед ВНЗ з найкращою підготовкою за інженерно-технічними спеціальностями, IT-спеціальностями, за економічною підготовкою.
- «Webometrics Ranking of World Universities»— серед ВНЗ України 162 місце, у світі 14195 місце (2023 р.)